# El Bordo (Argentina)
El Bordo es una localidad del NOA de Argentina, en el departamento General Güemes, provincia de Salta;  a 2 km de la localidad Campo Santo (ruta provincial 12), a 8 km de la ciudad de General Güemes (ruta provincial 11) y a 62 km de la ciudad de Salta (RN 34, RN 9), capital de la provincia.

## Límites
- Por el norte: con el Departamento de La Caldera y con la Provincia de Jujuy.

- Por el este: con una línea que partiendo del límite con la Provincia de Jujuy, sigue hasta el sud la vía del ferrocarril, hasta la línea San Martín, luego sigue por el límite este de dicha finca y por parte de su límite sud hasta dar con el límite naciente de la finca "San Javier" por el que sigue hacia el sud hasta su esquinero sudeste, luego sigue por el límite este de la finca "San Antonio" hasta su esquinero sudeste, desde allí va en recta hasta un punto sobre la vía férrea de Campo Santo a Güemes, situada a 500 m del edificio de la estación Campo Santo, desde allí sigue perpendicular a dicha vía en longitud de 500 m al cabo de las cuales se encuentra el punto vértice sudeste del Municipio El Bordo.

- Por el sud: con una línea que partiendo del punto vértice antes mencionado va 500 m de distancia de la línea férrea de la estación Campo Santo a estación Betania hasta dar con el límite oeste de la finca "La Ramada", luego sigue hacia el norte por ese límite oeste y por el límite oeste de la finca "El Bordo", de San Martín hasta el vértice nordeste de la finca "San Roque", luego sigue por los límites norte de esta finca y la finca "Betania" hasta el esquinero nordeste de la última finca nombrada, desde donde sigue en línea recta con dirección nordeste hasta el límite sud de la finca "Sauce", por el cual sigue hacia el oeste hasta el límite con el Departamento La Caldera.

- Por el oeste: con el Departamento La Caldera.[1]

## Intervención del municipio en 2015
En febrero de 2015, el intendente Juan Rosario Mazzone, fue involucrado en una controversia sobre un presunto abuso de niñas menores de edad, siendo sometido a juicio político y destituido de su cargo. El concejo deliberante también fue intervenido. Fue designado por el gobernador Urtubey como interventor el Dr. Matías Assennato.

## Defensa Civil

### Sismicidad
La sismicidad del área de Salta es frecuente y de intensidad baja, y un silencio sísmico de terremotos medios a graves cada 40 años.
- Sismo de 1930: aunque dicha actividad geológica catastrófica, ocurre desde épocas prehistóricas, el terremoto del 24 de diciembre de 1930 (94 años),[7] señaló un hito importante dentro de la historia de eventos sísmicos jujeños, con 6,4 Richter. Pero nada cambió extremando cuidados y/o restringiendo códigos de construcción.[6]
- Sismo de 1948: el 25 de agosto de 1948 (76 años) con 7,0 Richter, el cual destruyó edificaciones y abrió numerosas grietas en inmensas zonas[7][6]
- Sismo de 2010: el 27 de febrero de 2010 (15 años) con 6,1 Richter